# Mirko Vasle
Mirko Vasle, slovensko-argentinski urednik, novinar in literarni zgodovinar, * 10. julij 1951, Buenos Aires, Argentina, † 6. avgust 2024, Córdoba.

## Življenje in delo
Osnovno in srednjo šolo je obiskoval v Buenos Airesu. Srednjo šolo je dokončal leta 1968, nato je štiri leta študiral strojništvo na Tehnološki Univerzi v Buenos Airesu, a študija ni dokončal. Do svojega 17. leta je redno obiskoval tudi sobotno slovensko osnovno in srednjo šolo.
Ob osamosvajanju Slovenije, leta 1991, je bil odgovoren za medije pri slovenski krovni organizaciji Zedinjena Slovenija v Argentini. Kot novinar je ocenjeval plošče v reviji Promusica, ki se je ukvarjala z resno glasbo. Sodeloval je pri slovenskem tedniku Svobodna Slovenija v Argentini. Od leta 1987 pa vse do smrti je sodeloval pri slovenski radijski oddaji Okence v Slovenijo, od julija leta 1993 je njen urednik. Leta 2007 je Urad Vlade RS za Slovence v zamejstvu in po svetu oddaji podelil priznanje za 20 let aktivnega delovanja in neprecenljiv prispevek k ohranjanju in širjenju slovenskega jezika in umetnosti v Argentini. V kulturnem delu oddaje so skozi štiri leta, od 1997 do 2000, govorili o zgodovini slovenskega slovstva, sam je bil zadolžen za prispevke o slovenskih pesnikih in pisateljih. Iz tega je nato v samozaložbi in s podporo Ministrstva za kulturo RS nastala njegova monografija Breve historia de la literatura eslovena (Buenos Aires, 2003 (COBISS)), ki je prva knjiga o slovenski književnosti v španskem jeziku. Monografija je opremljena tudi s fotografijami obravnavanih avtorjev. Imel je nekaj predavanj na temo slovenskega slovstva - na primer predavanji na Filozofski fakulteti Univerze v Buenos Airesu leta 2006 (na temo Slovenska literarna ustvarjalnost v Argentini, v sklopu Svetovnih dnevov slovenske literature) in na Katoliški univerzi v Parani leta 2008 (na temo Slovensko slovstvo).
Pisal je tudi prispevke za slovensko radijsko oddajo v Avstraliji.